# Volkswagen Gol
Ne doit pas être confondu avec Volkswagen Golf.
Pour les articles homonymes, voir Gol.
 (décembre 2014).
Si vous disposez d'ouvrages ou d'articles de référence ou si vous connaissez des sites web de qualité traitant du thème abordé ici, merci de compléter l'article en donnant les références utiles à sa vérifiabilité et en les liant à la section « Notes et références ».

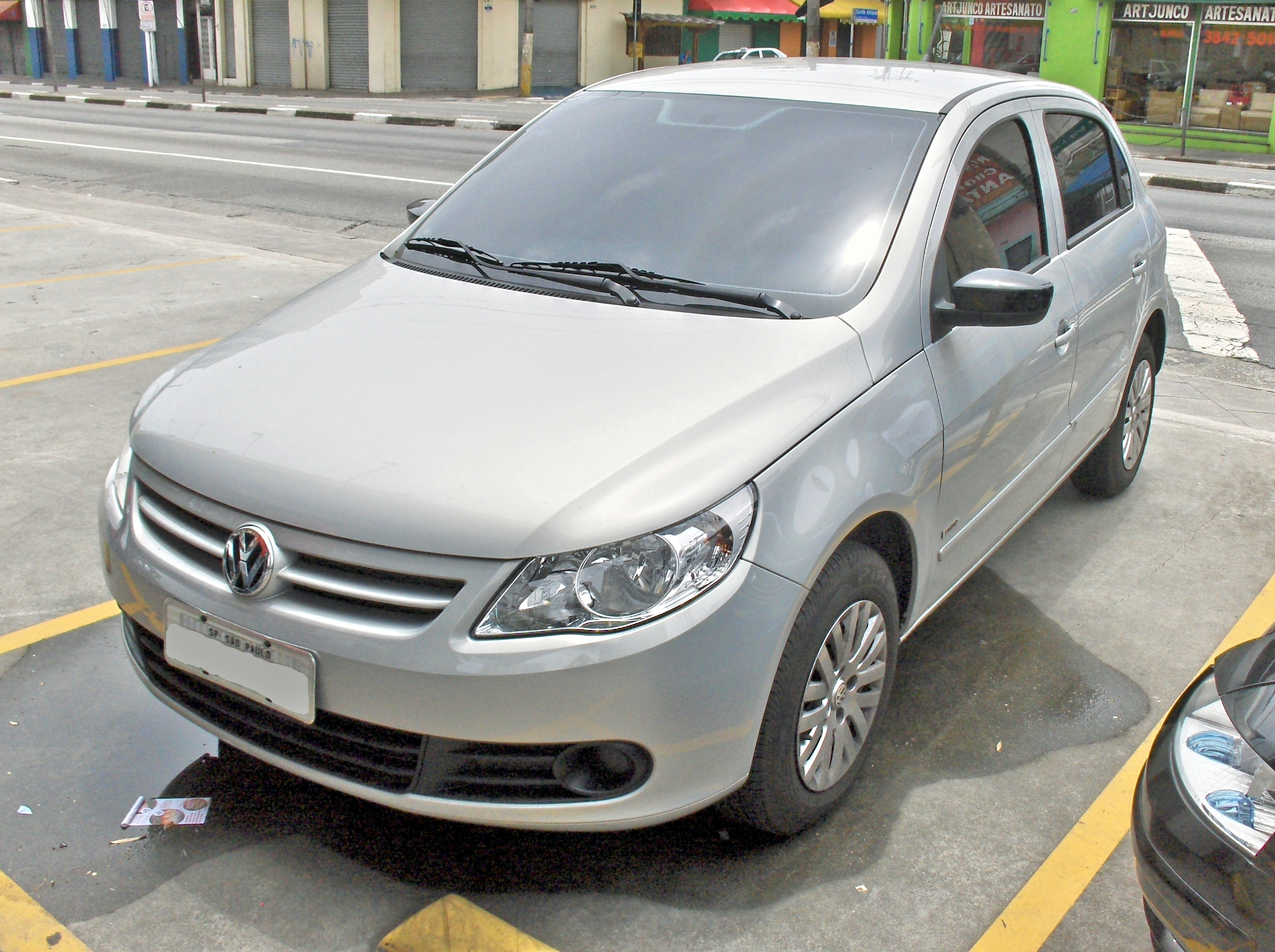
Une Volkswagen Gol de 2009.

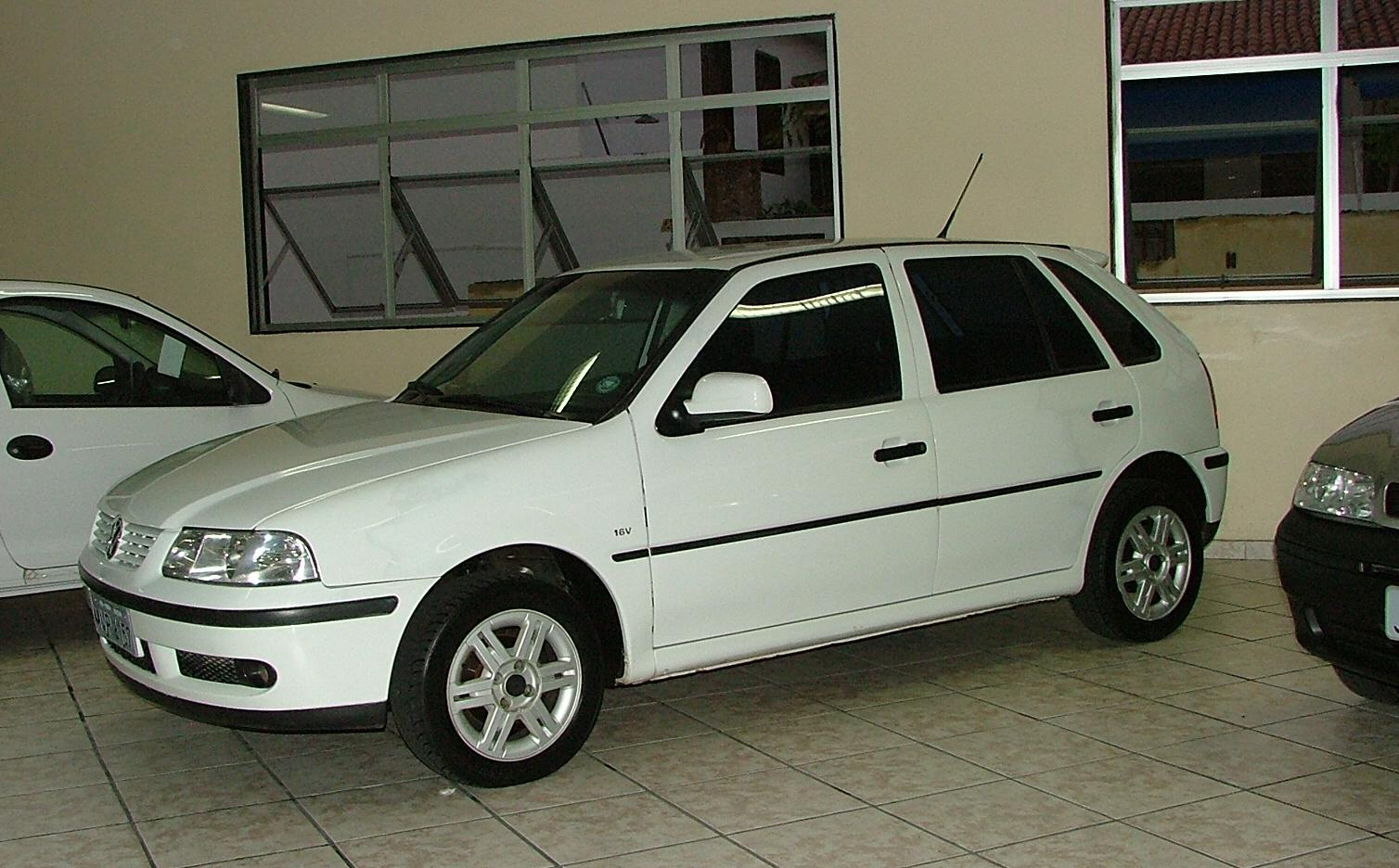
Une Volkswagen Gol d'ancienne génération.

La Volkswagen Gol est une automobile, de la gamme dite compacte, de la marque allemande Volkswagen fabriquée au Brésil et destinée au marché de l'Amérique latine. La Gol est déclinée en plusieurs versions : Parati (break), Saveiro (pick-up) ou Voyage (berline). La version vendue au Mexique porte le nom de Pointer.
La famille Gol comprend de nombreux styles de carrosserie. La version 3 et 5 portes prend le nom VW Gol dans la plupart des pays : au Mexique, en Russie, au Brésil. La première génération a été vendue uniquement en trois portes; une version cinq portes a été ajoutée en 1997. Les berlines deux et quatre portes  ont été appelées Voyage ou Gacel. Après un restylage en 1991, les modèles construits en Argentine ont été renommés Senda.
La VW Parati est un break construit sur deux générations depuis mai 1982. Le nom Parati a également été donné au break trois portes de la Fox. La deuxième génération est vendu en Argentine sous le nom de Gol. Une version à cinq portes a été ajoutée en 1997 et la version à trois portes a été abandonnée après le premier restylage. Entre 1999 et 2005, elle était appelée Station Wagon Pointer au Mexique. Ce modèle est interrompu depuis la génération G5.
Le VW Saveiro est un pick-up léger. Toutes les générations de Gol ont été vendues avec cette carrosserie qui a été introduite sur le marché en septembre 1984. Son nom vient d'un bateau de pêche traditionnelle brésilien. Il est actuellement vendu au Mexique depuis 1999 sous le nom de Pointer Pick Up. Le VW Furgão est un fourgon léger basé sur la Gol.

## Première génération (G1)
La Gol a été présentée en 1980 pour remplacer la Brasilia sur le marché brésilien. Elle était basée sur une plate-forme automobile unique dérivée. Avec un design spécifique pour l'Amérique latine, la Gol recevait le moteur 1.3 litre refroidi par air de la Beetle, mais monté à l'avant. Un moteur de 1,6 litre a été ajouté plus tard. Dans les années 1980, ce moteur a été remplacé par des 1,6 et 1,8 litre longitudinalement refroidis à l'eau de la Passat. Un moteur diesel de 1,6 litre a été fait uniquement pour l'exportation (les moteurs diesel ne sont pas autorisés au Brésil).

### Volkswagen Voyage

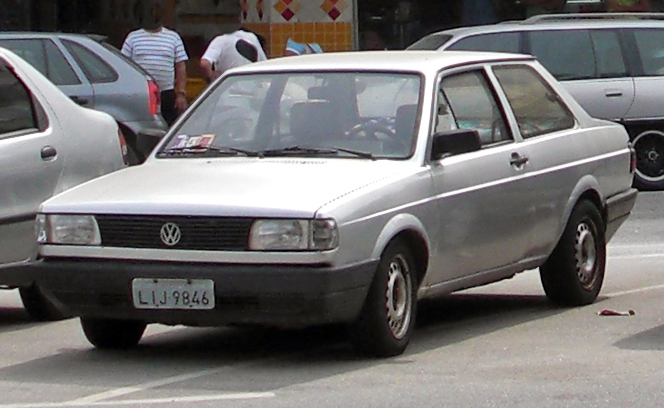
Volkswagen Parati 2 portes

La première génération (ou "G1") de Gol reçoit deux restylages légers en 1987 et en 1991. En 1988, la Gol GTi a été la première voiture Brésilienne à utiliser l'injection. Le moteur de 2,0 litres I4 était celui de la Santana. Il existait également une version 1.6 litre avec le « moteur CHT Ford » qui est un  « moteur Cléon-Fonte » Renault produit par Ford sous licence Renault.

#### GT 1800 (1986-1987)
La Gol GT 1.8 a été la première version sportive en réponse à la Ford Escort XR3, une voiture sportive réussie sur le marché brésilien. Avec un moteur de 1,8 litre emprunté à la Santana (Passat MkII), la Gol GT était beaucoup plus rapide que l'Escort XR3. La première série avait une boîte de vitesses à 4 rapports,remplacée par une boîte 5-vitesses.

#### GTS 1800 (1987-1994)
Successeur de la Gol GT, la GTS a un design mis à jour, à la suite de la nouvelle ligne de 1987. Elle reçoit aussi de nouveaux accessoires qui n'étaient pas disponibles auparavant, comme le becquet arrière et des jupes latérales. Le moteur de 1,8 litre produit 94 ch (70 kW) fonctionnant à l'essence ou 99 ch (74 kW) fonctionnant à l'éthanol. La GTS a été maintenue dans la production aux côtés de la GTI.

#### GTI 2000 (1989-1994)
Première voiture construite au Brésil équipée de l'injection électronique, la Gol GTI reçoit un moteur de plus de 2,0 litres avec une puissance de 120 ch (89 kW, 122 ch) fonctionnant à l'essence. Ce moteur est emprunté à la Santana.

#### Berline voyage
La berline Voyage 2-porte de la Gol a été produite en juin 1981 avec un moteur 1.5 essence refroidi par eau en ligne. Le même moteur était proposé avec une option éthanol.
En mai 1982, le 1.5 a été remplacé par un 1,6 puis, en 1984, un 1,8 refroidi par eau a été lancé comme une option de niveau supérieur.
En janvier 1983, la berline à quatre portes a été présentée. Elle était connue comme VW Amazon dans certains marchés d'exportation, avec des moteurs diesel.
La Voyage à quatre portes / Senda / Gacel a été construite dans l'usine Autolatina Pacheco à Buenos Aires, en Argentine de 1983 à 1994. Elle a été vendue sous le nom de Gacel en Argentine avec le moteur 1.6 OHC avec un carburateur.

### Galerie

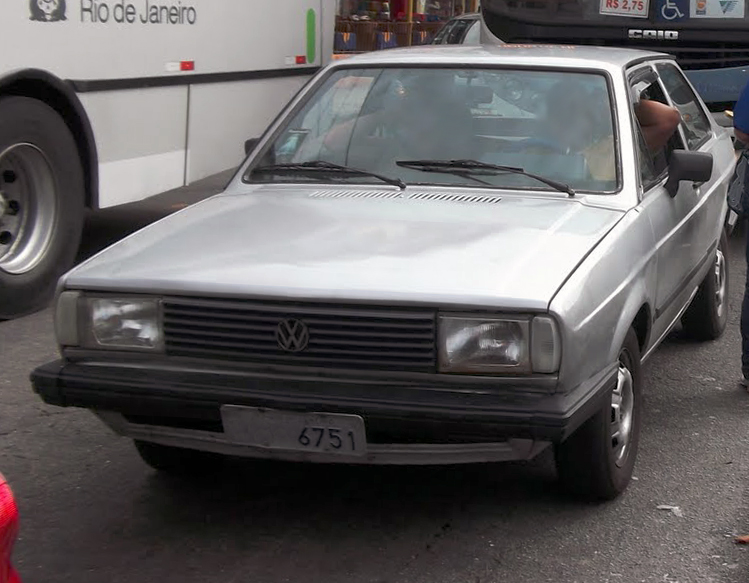
Volkswagen Voyage.
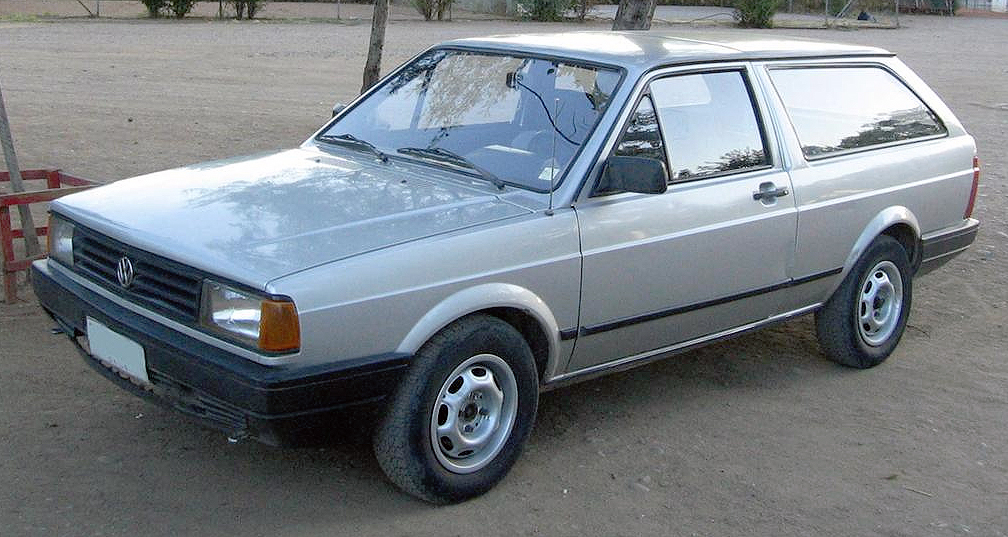
Volkswagen Parati 2 portes.
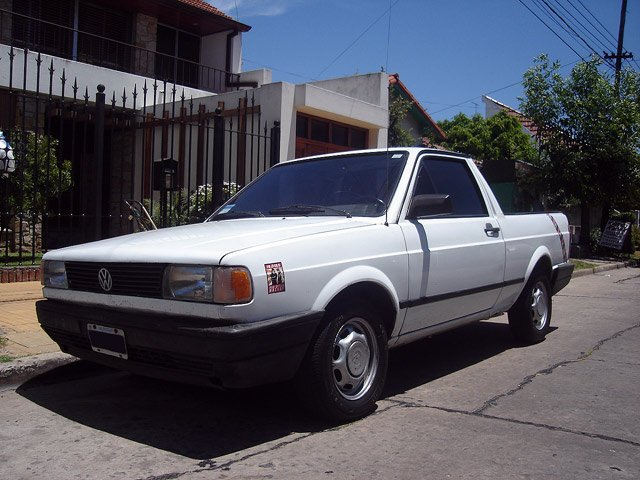
Volkswagen Saveiro.
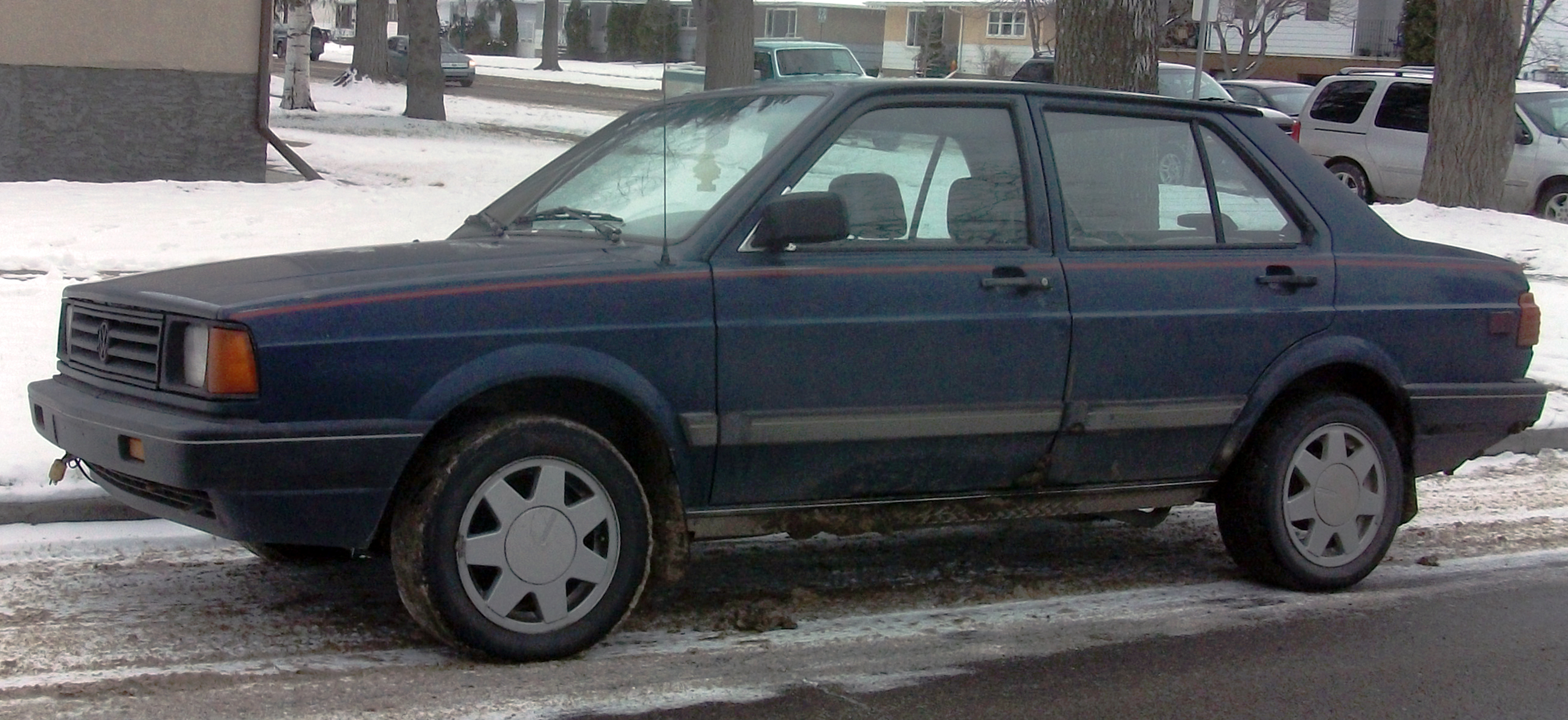
Volkswagen Fox.

## Deuxième génération (G2)
La deuxième génération de la Gol est appelée G2.
La Gol G2 était disponible dans les versions suivantes : 1000i, 1000i Plus, CL, GL, Furgão (Wagon) et GTi (celui-ci produit jusqu'en 1997. La Gol G2 a également eu deux éditions spéciales : La première en 1996, sous le nom "Atlanta" (après les Jeux Olympiques) et la deuxième en 1997, sous le nom "Rolling Stones".
En 2003, la Volkswagen Gol 1,6 Total Flex a été le premier véhicule de ce type fabriqué et vendu au Brésil.
La Gol 1.0 16V Turbo, lancée en 2000 avec un hp 112 1,0 litre moteur à essence turbocompressé, a été la première de son genre en Amérique du Sud.

### Pointer
La Gol G2 a été introduite au Mexique au printemps 1998 sous le nom de  Pointer. La seule version était une berline 3 portes avec un moteur de 98 ch 1.8lt et une boîte de vitesses manuelle 5 vitesses. L'option supplémentaire disponible était un pack climatisation et direction assistée. Pour 1999, une version 5 portes à hayon, le Parati (appelé Station Wagon  Pointer au Mexique) et le Saveiro (appelé le  Pointer Pick Up) sont ajoutés. Ils ont été commercialisés en Pointer trois niveaux de finition : Base, Confort (A / C et la direction assistée) et Luxe (14 po en alliage, vitres électriques et verrouillage des commandes à distance centralisée des portes, A / C et la direction assistée). Pour 2000, la Pointer a reçu le même restylage qu'au Brésil et une version GTi sportive basée sur la Gol GTI est introduite. C'était une berline 3 portes avec un moteur de 122 ch 2.0lt. En 2002, une version de base de la Pointer est introduite, la version Confort est rebaptisée Trendline, et la variante Luxe Comfortline. En 2005, la station wagon et la GTI sont interrompues et les versions Pointer sont remplacées par une version Mi.

Pour l'année modèle 2007, la Pointer reçoit un nouveau restylage, et ses versions sont réorganisées. La  Pointer est commercialisée sous le nom de base, A / C (Air climatisé, direction assistée et à l'arrière d'essuie-glace / lave-glace), tendance (Radio AM / FM Stéréo CD, Jantes alliage 15 ", phares anti-brouillard), et GT (disponible uniquement en tant que 5 portes à hayon elle a le même équipement que les Trendline plus : appuis-tête arrière, 6 branches jantes alliage 15 ", noir phares accentués, spoiler arrière, et des sièges sport). La Pointer a été remplacée en décembre 2008 par la nouvelle Volkswagen Gol G5 qui a été lancée au Brésil en juillet 2008.

### (G3): Restylage
Aussi appelée Volkswagen Pointer, la Gol G3, au Brésil, est vendue avec des airbags en option et les freins ABS.
Depuis la conclusion d'une coentreprise avec Kerman Khodro, la Gol est construite en Iran depuis 2003.
La Gol G3 a été brièvement vendue en Russie en 2005 sous le nom de Pointer, mais les ventes ont été rapidement interrompues en raison de la faible demande.
La Gol G3 a également été fabriquée et vendue par Shanghai Volkswagen en Chine à partir de février 2003, mais la production a pris fin.

### Galerie

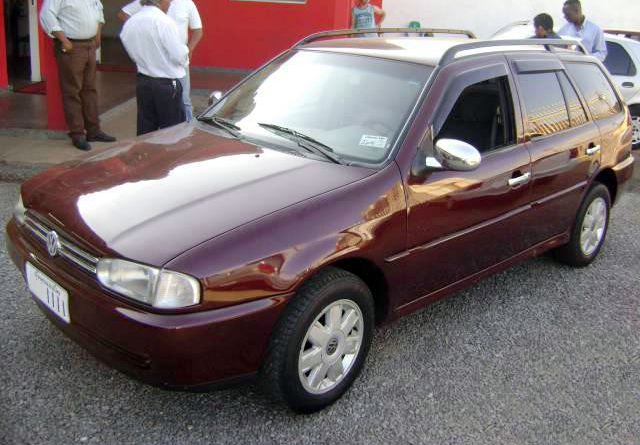
Volkswagen Parati
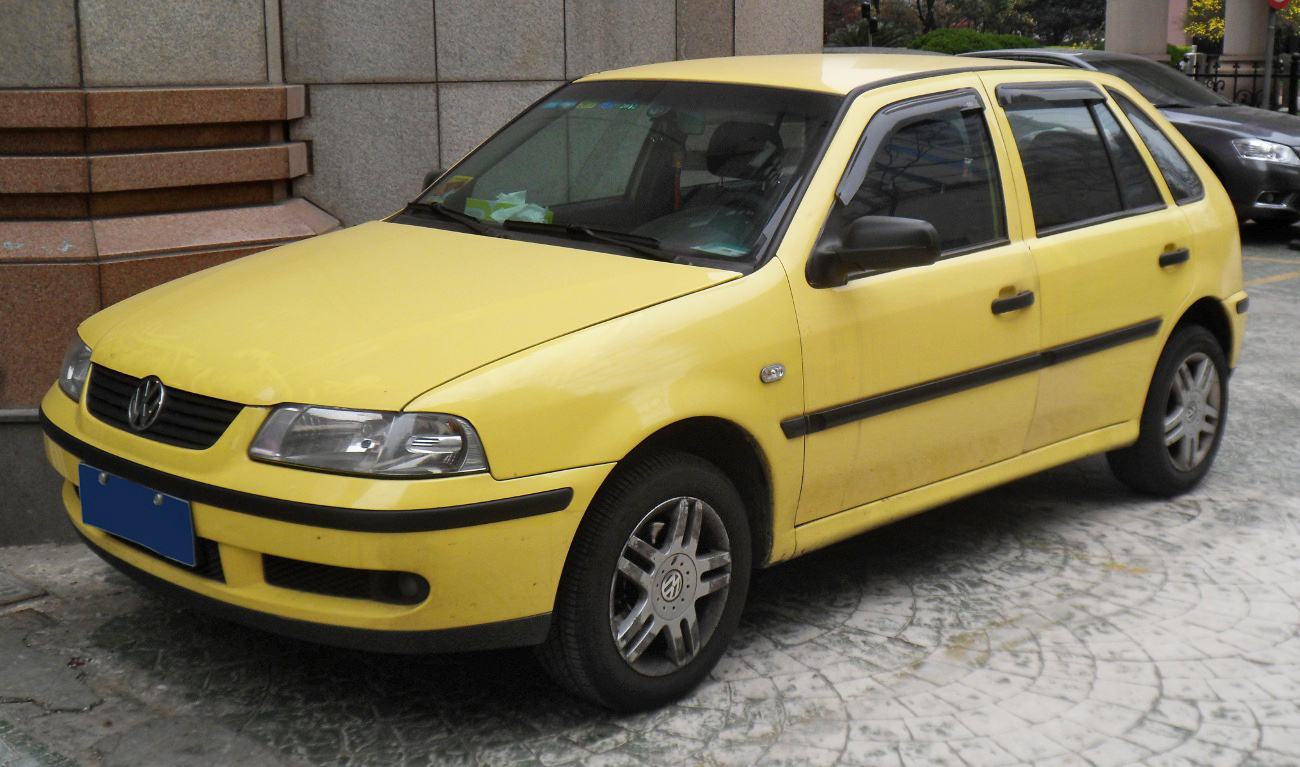
Volkswagen Gol G3 (Chine)
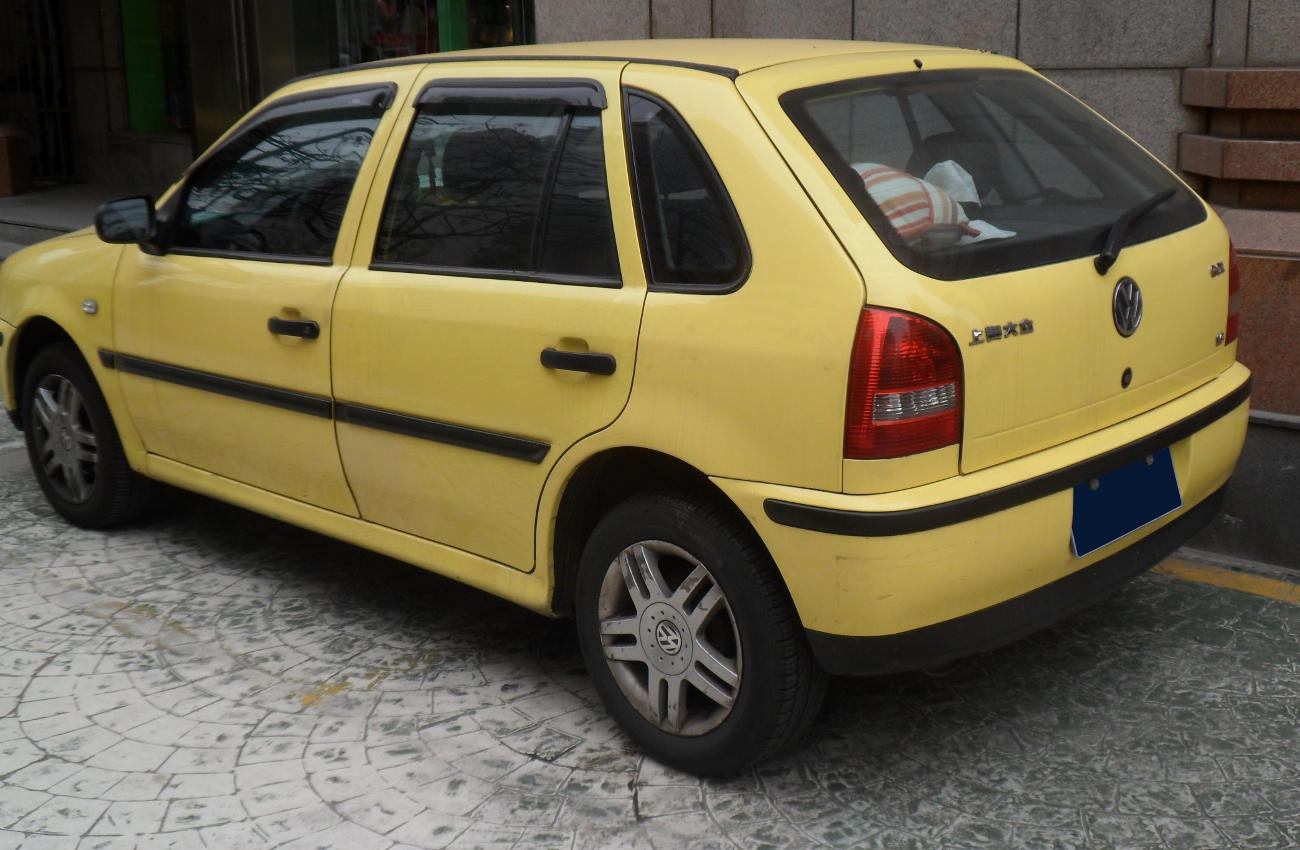
Volkswagen Gol G3 (Chine)
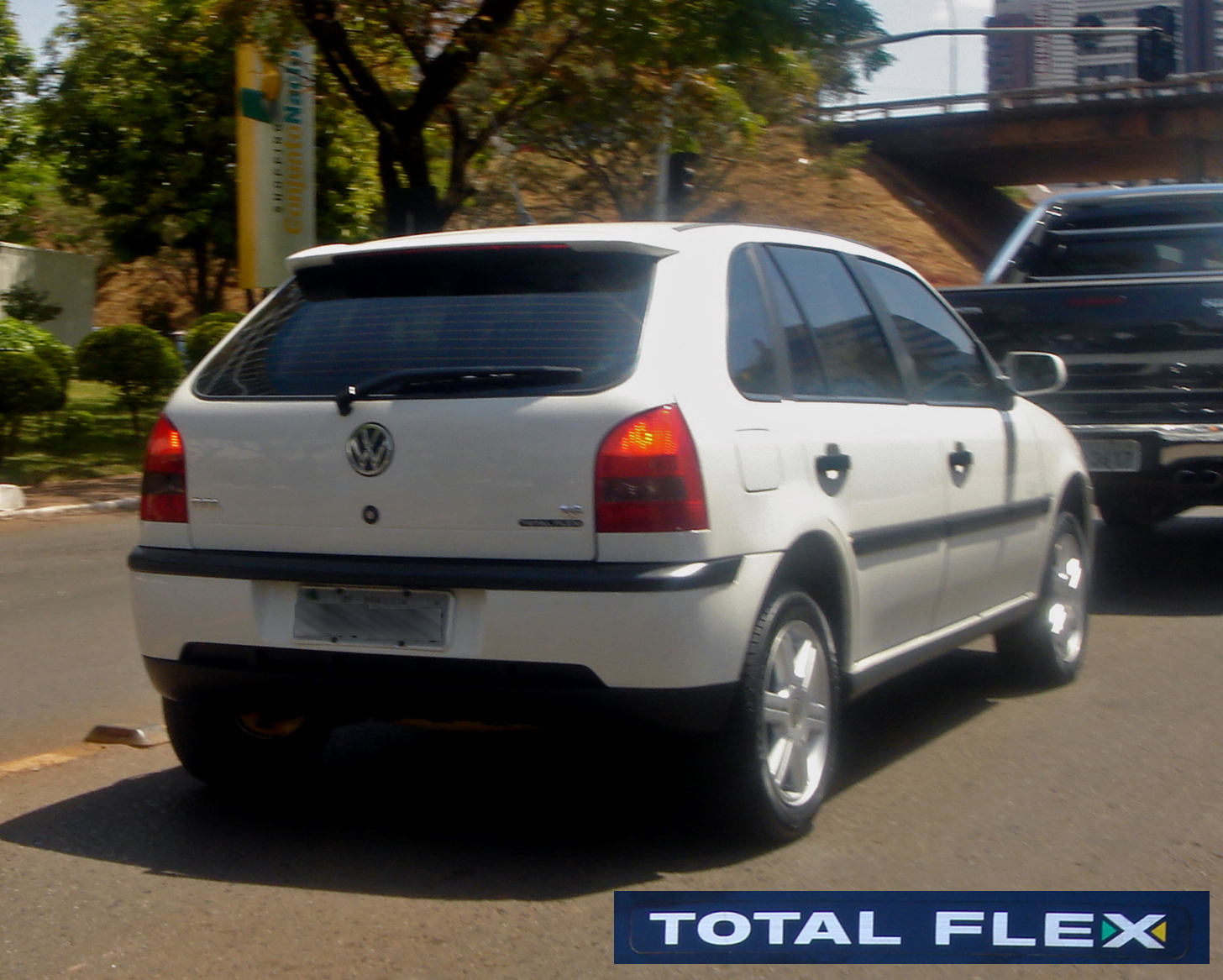
Volkswagen Gol G3 Face arrière
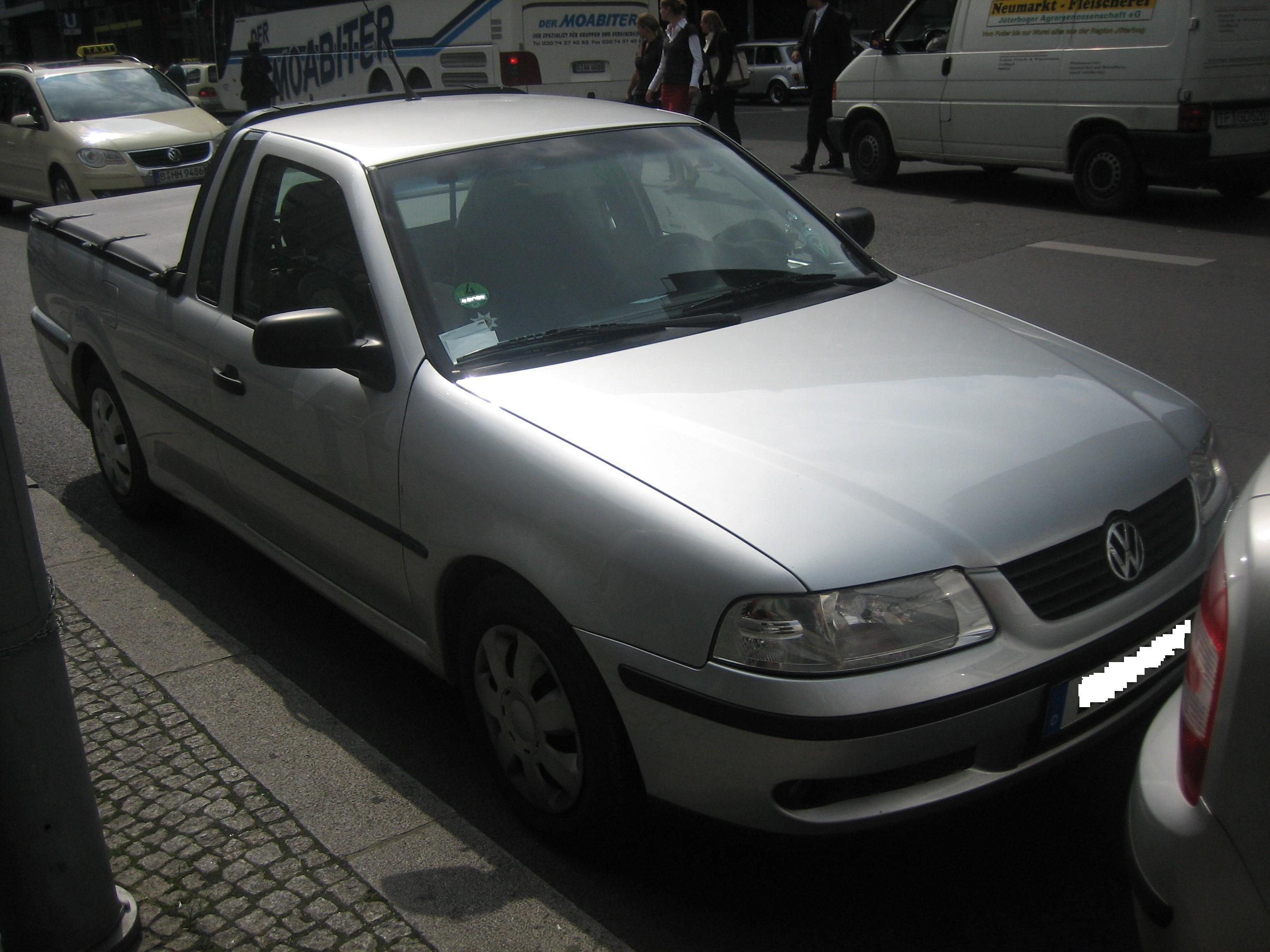
Volkswagen Saveiro G3
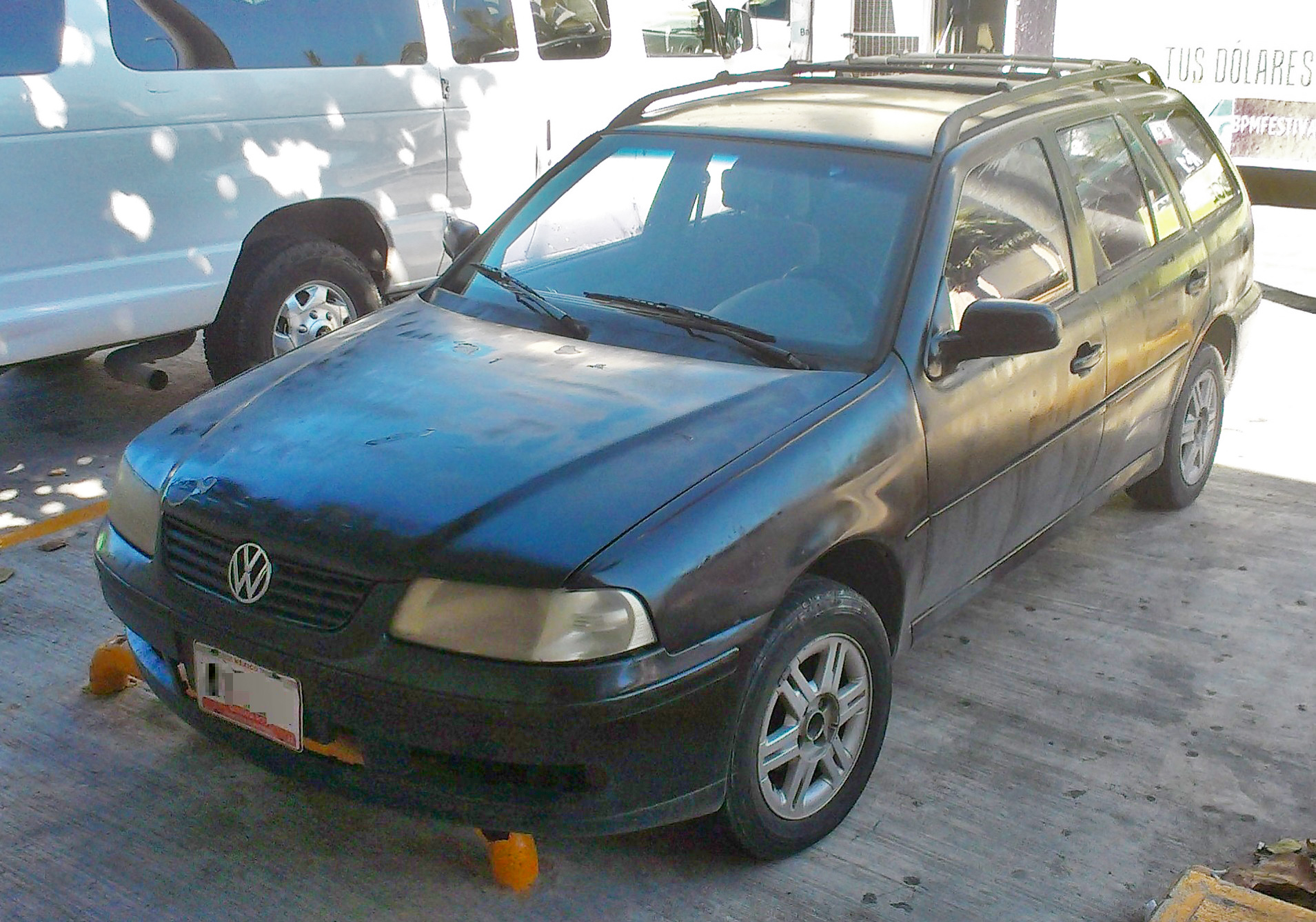
Volkswagen Parati/Pointer G3
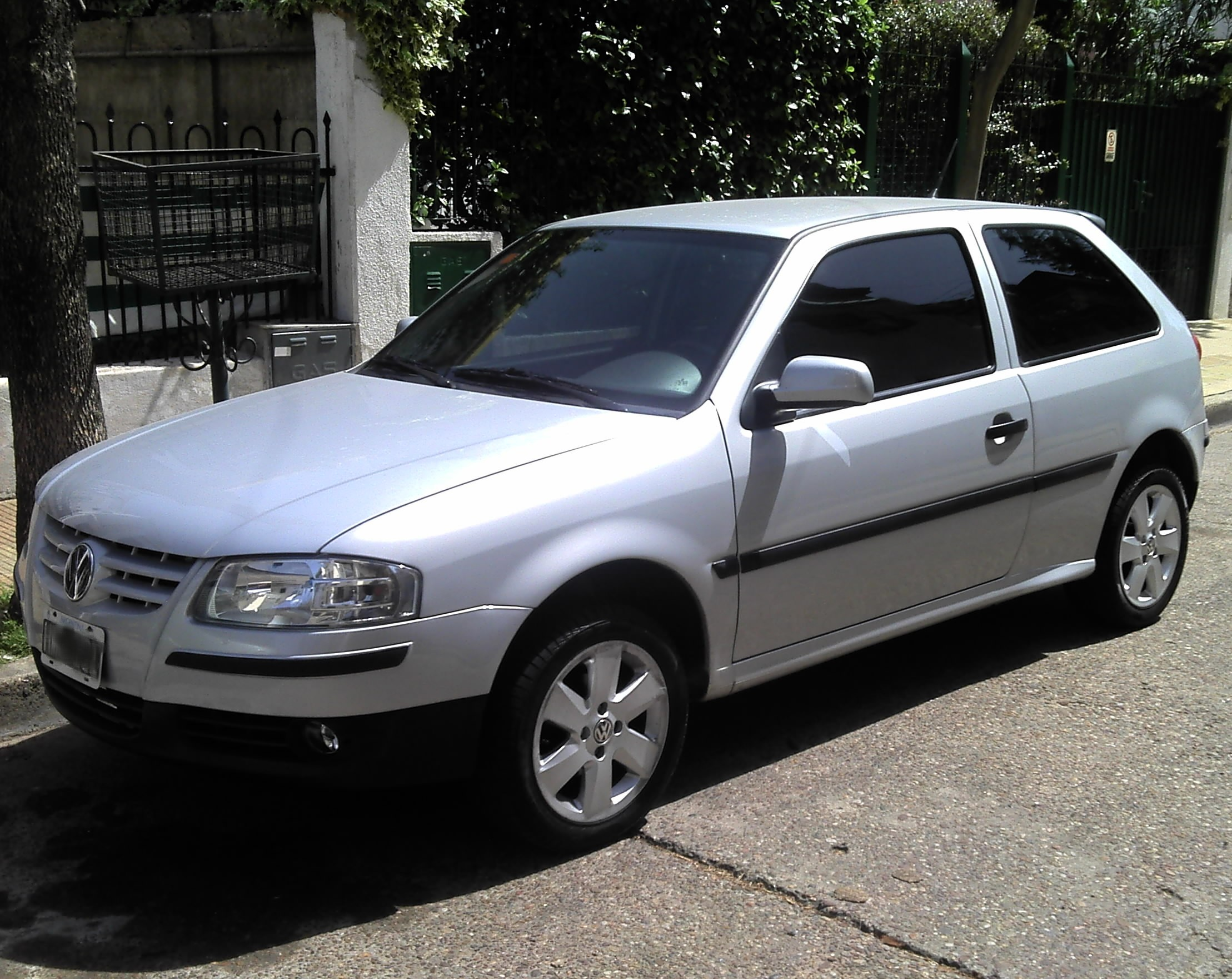
Volkswagen Gol G4 3 portes
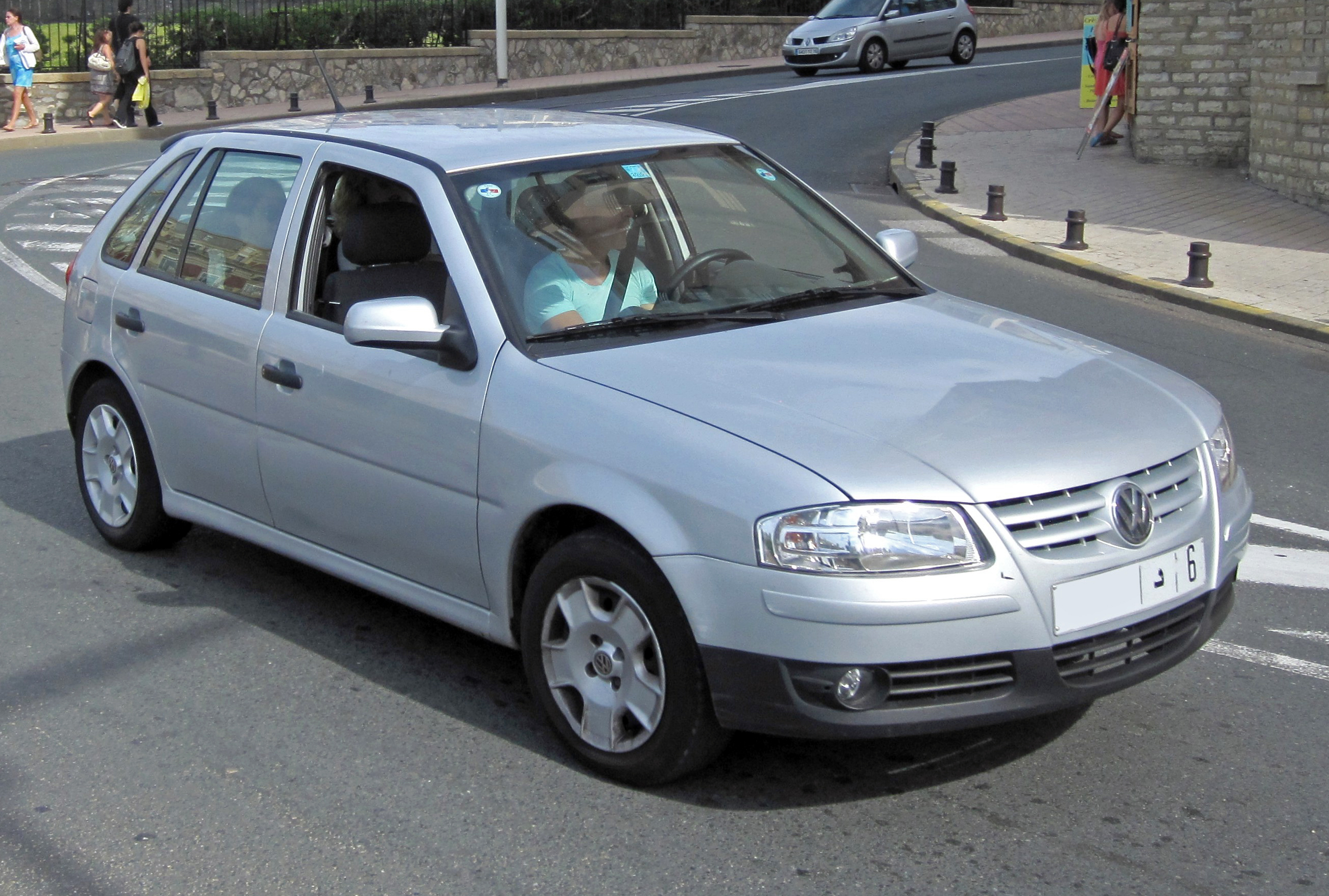
Volkswagen Gol G4 5 portes

## Troisième génération (G5)
La cinquième génération de la Gol a été présentée au Brésil, le 29 juin 2008, en tant que modèle 2009. Ce modèle est commercialisé sous le nom "Novo Gol". Elle partage la plate-forme PQ24 Volkswagen avec la Fox et Polo.
Au Brésil, existe une version à hayon 4-porte simple avec les options de 1,0 ou 1,6 L moteurs flex. Ses dimensions sont de 3,90 m de longueur, 1,66 m de largeur, 1,45 m de hauteur avec un empattement de 2,47 m et la capacité de 285 litres de bagages.
Les publicités ont été filmées à Los Angeles, mettant en vedette Sylvester Stallone et Gisele Bündchen.
La gol G5 reçoit une nouvelle technologie qui permet au moteur flex d'obtenir des couples élevés à bas régime, les moteurs produisent des couples plus élevés et plus puissants avec le carburant éthanol.
Révélée en septembre 2008, la Voyage est la variante tricorps de la Gol.
La Voyage est disponible en quatre versions sur le marché brésilien : 1.0L, 1,6, 1,6 et 1,6 Tendance Comfortline tous les standards sont livrés avec les freins ABS et airbags frontaux à double.
Le démarrage Voyage peut être à commande électronique par l'intermédiaire d'un bouton sur le tableau de bord ou en appuyant sur le clavier; la capacité du coffre est de 480 litres.
En août 2009 VW au Brésil a révélé la cinquième génération du Saveiro. Le Saveiro est disponible avec une cabine standard ou une cabine élargie. Le seul moteur disponible est le VHT 1,6 L. La capacité de charge est de 715 kg pour la cabine standard et 700 kg pour la cabine élargie.

### Galerie

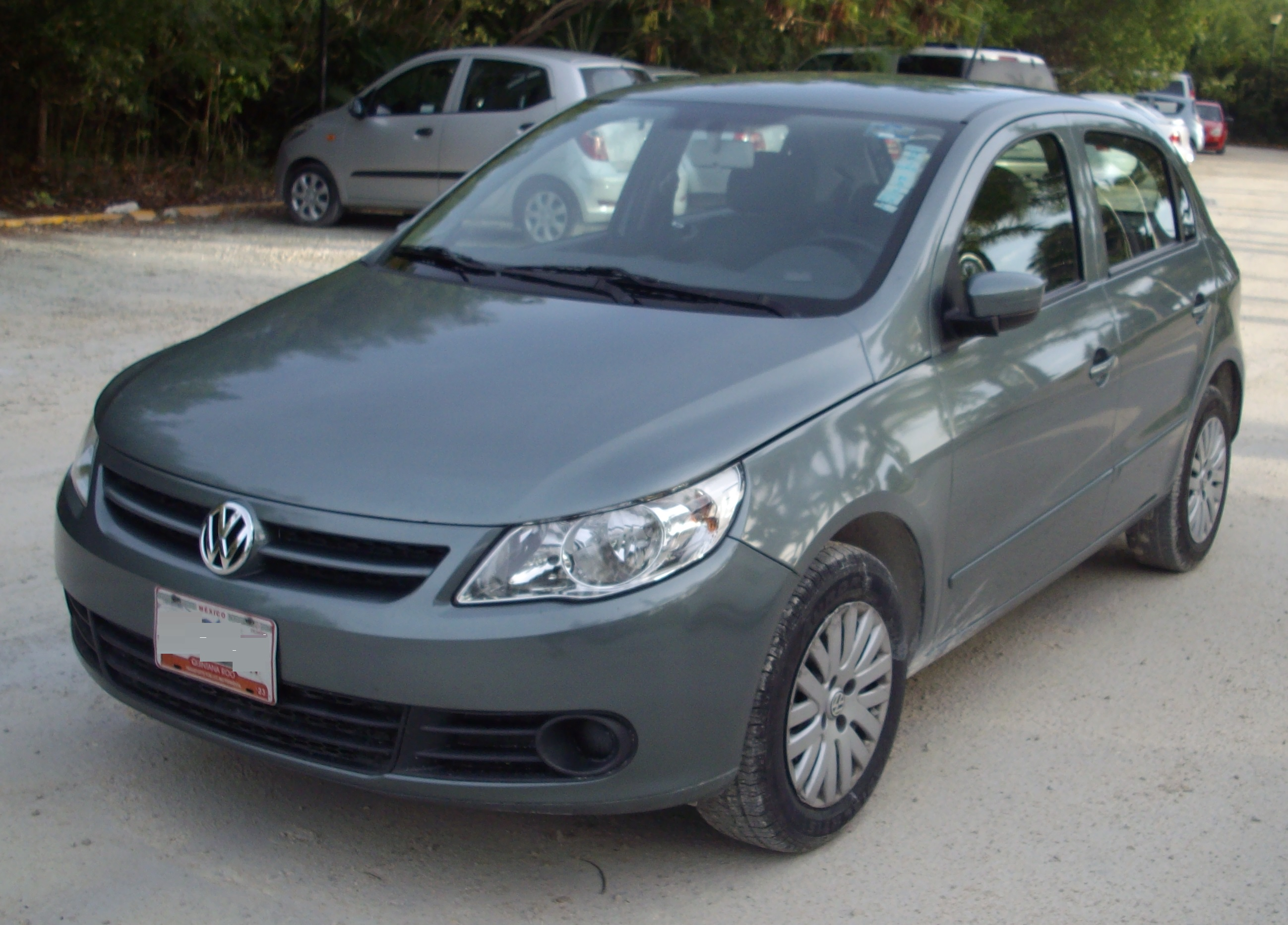
Volkswagen Gol 5 portes
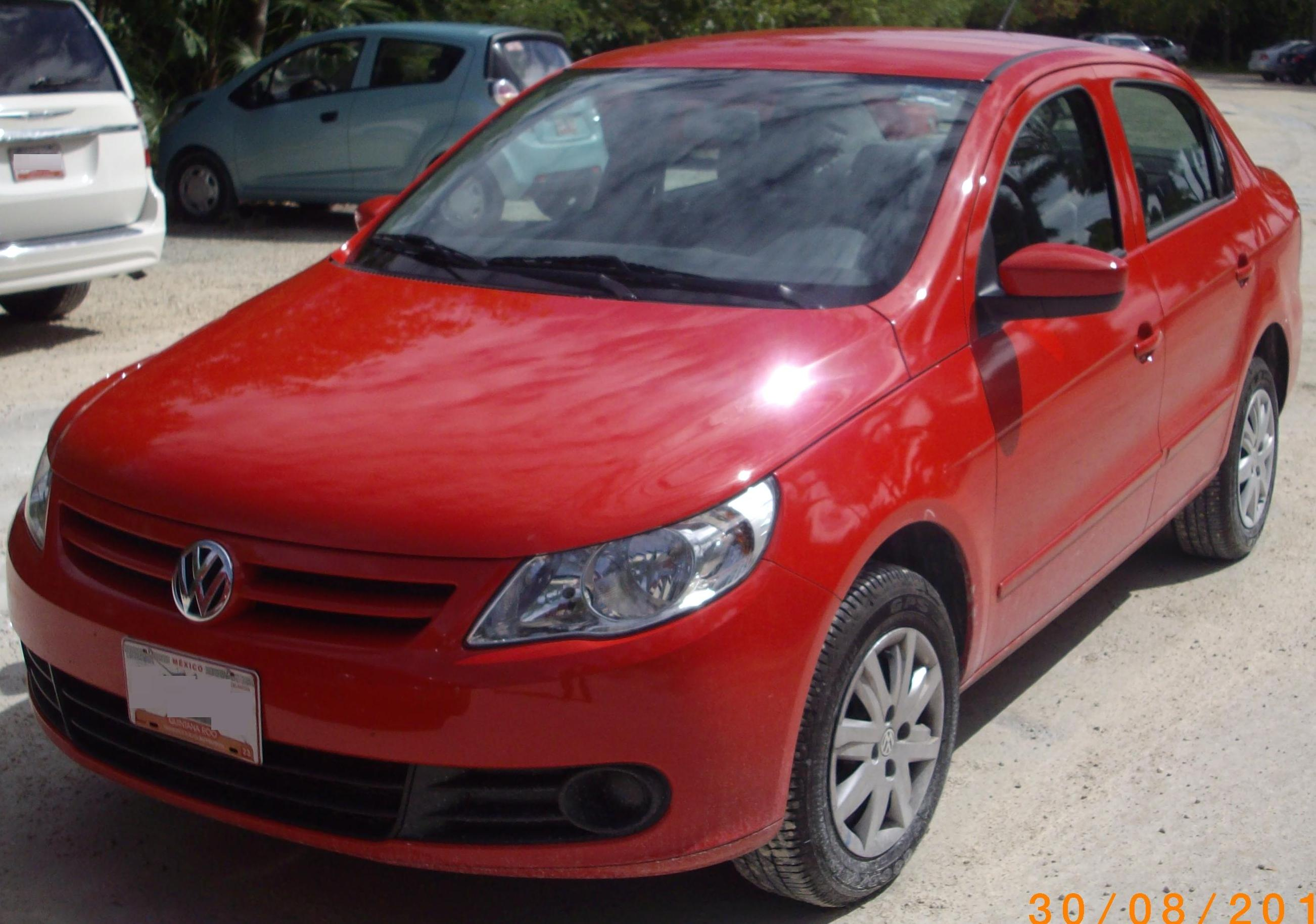
Volkswagen Gol 4 portes
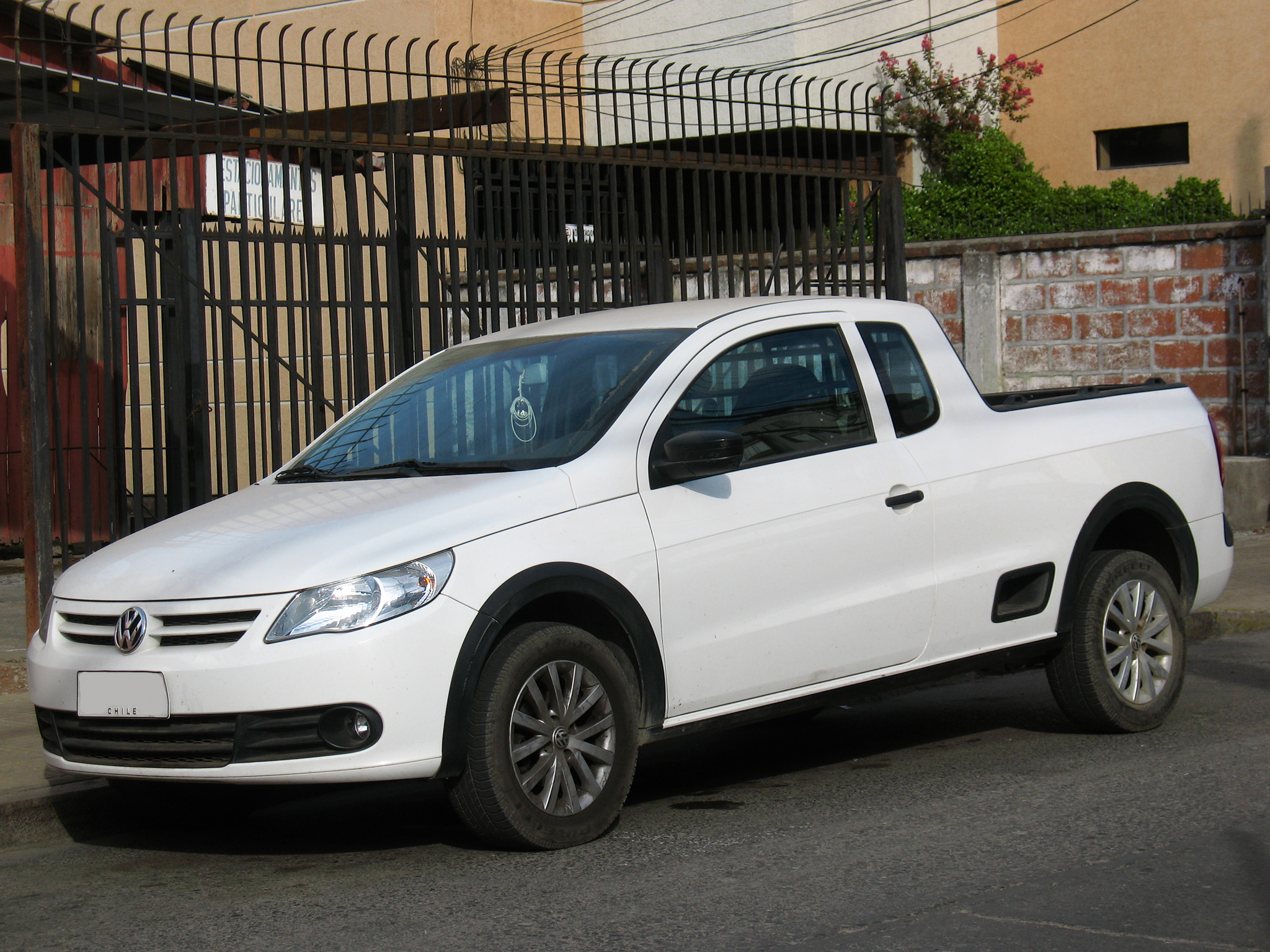
Volkswagen Gol pick-up

### Phase II
La phase II est une nouvelle génération au style plus moderne et plus sportif. Elle est déclinée en plusieurs versions :
Pick-up : Le Saveiro est motorisé par 1.6l essence de 105cv. Il dispose de plusieurs finitions :
- En cabine simple : ROBUST (caractérisé par ses pare-chocs noirs et son dépouillement) ou TRENDLINE.

- En cabine rallongée : CROSS (démarqué par ses barres de toit) et  PEPPER (caractérisée par ses rétroviseurs rouges).

- En cabine longue : Pepper, Cross et Robust.

Berline : La voyage une petite berline familiale motorisée par un 1.0l essence de 82cv ou un 1.6l essence de 105cv en boite manuelle ou automatique. Elle dispose de 2 finitions :
- Trendline : Elle est l'entrée de gamme avec : la climatisation, les 4 vitres électriques, la radio(en option), et un porte-téléphone.

- Comfortline : Elle rajoute à l'équipement de la Trendline, l'ouverture du coffre électrique, la radio (de série), l'écran tactile et le système de navigation (en option) et les antibrouillards.

Baroudeuse : La Gol TRACK est motorisée par un moteur 1.0l essence de 82cv. Voici son équipement : les antibrouillard, le porte-téléphone, la climatisation, l'écran tactile avec navigation (en option) et un kit baroudeur comprenant des protections noirs.

En janvier 2022, la Gol est interdite à la vente en Argentine à la suite de l'entrée en vigueur de la loi interdisant la commercialisation de véhicules neufs dépourvus d'ESP. Volkswagen s'est montrée très critique à l'égard de la nouvelle loi visant à rendre obligatoire cet équipement de sécurité active. En refusant d'équiper sa Gol d'ESP, Volkswagen a dû mettre fin à la commercialisation du modèle en Argentine, alors même qu'il s'agissait du troisième véhicule de tourisme le plus vendu du marché local en 2021.

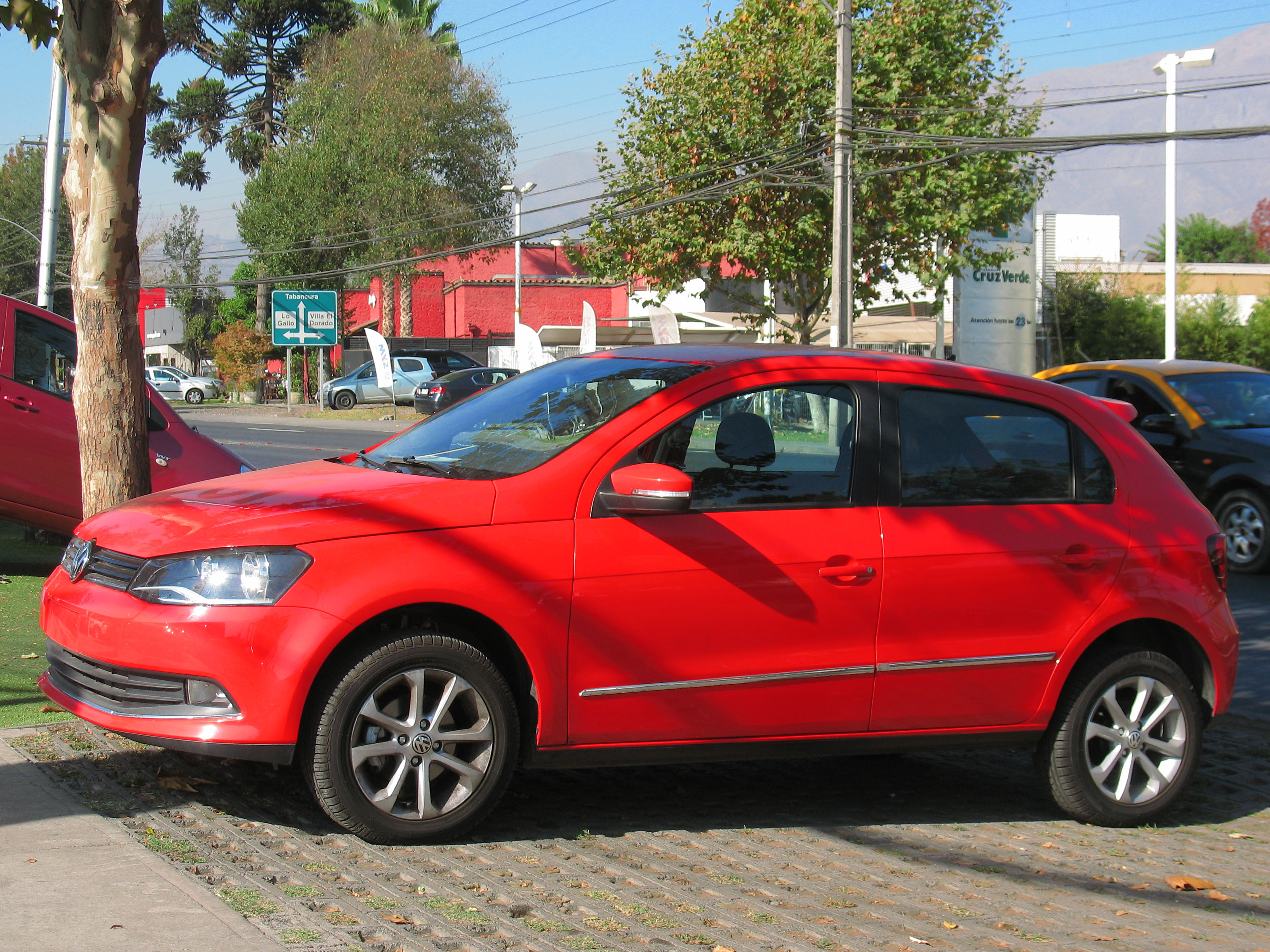
Gol G5 phase 2
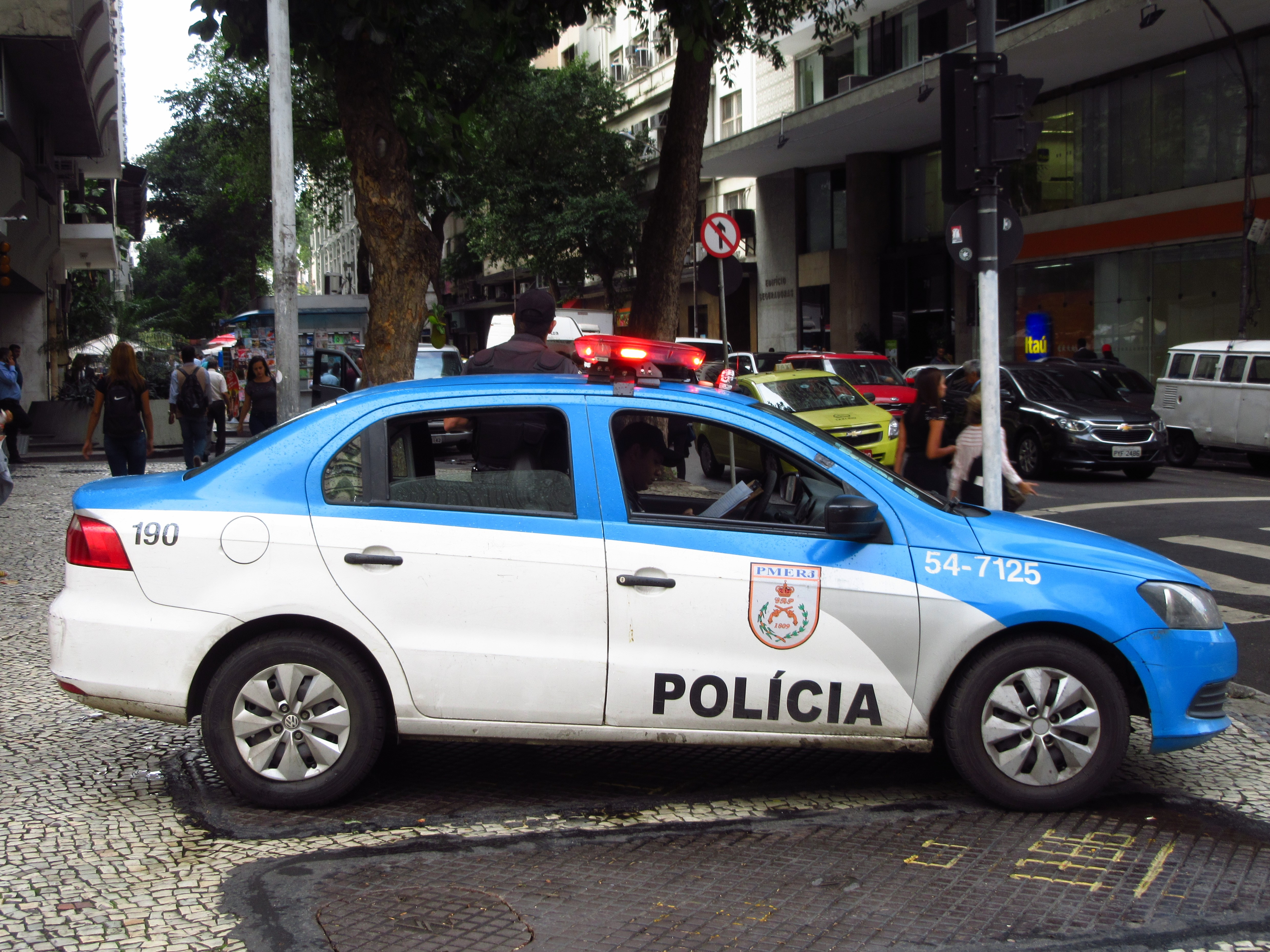
Une Gol Voyage utilisée par la police de Rio
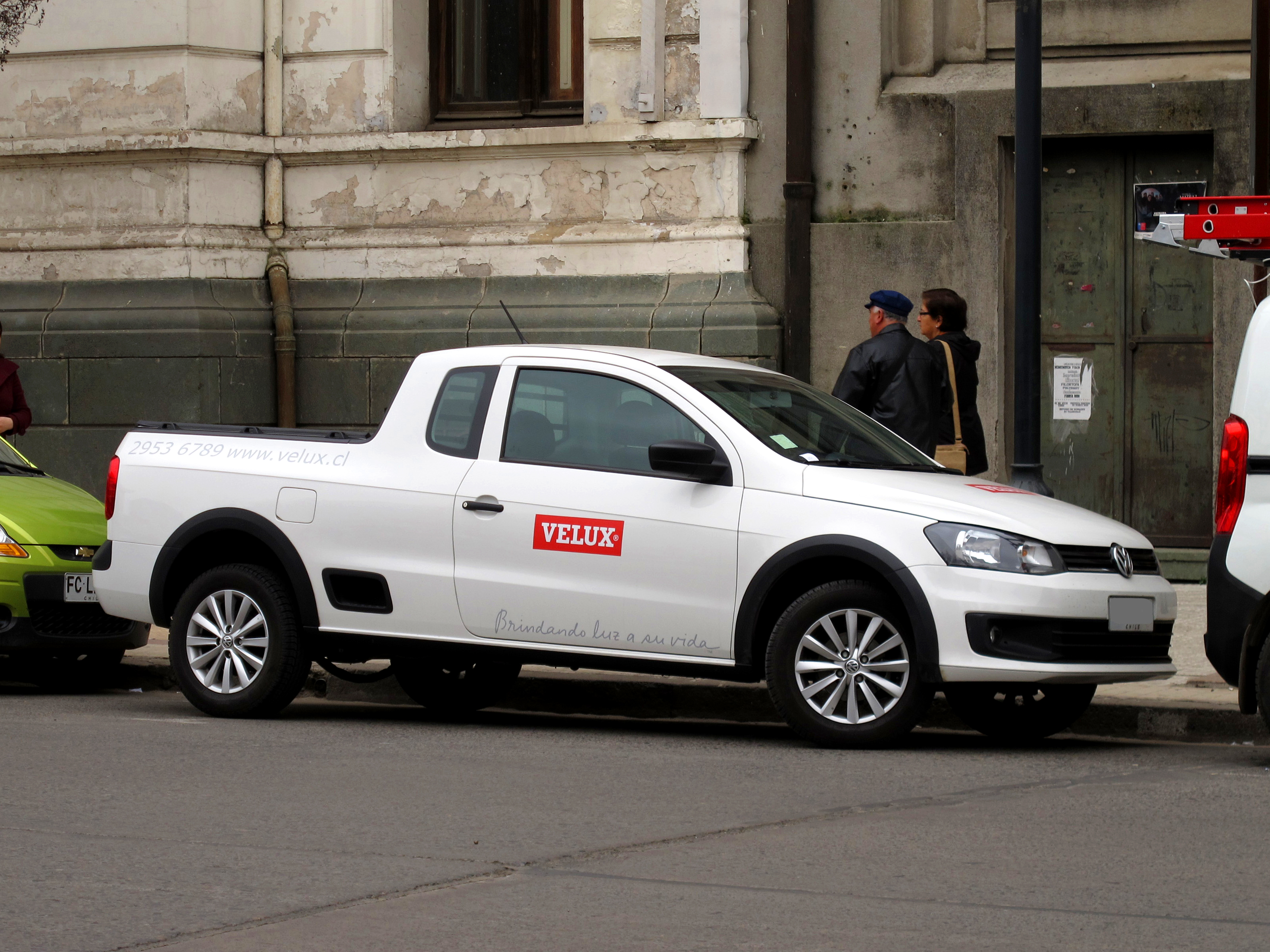
Un Saveiro G5 phase 2 cabine rallongé